# نورمان جاكسون
نورمان جاكسون (بالإنجليزية: Norman Jackson)‏ هو لاعب كرة قاعدة أمريكي، ولد في 13 سبتمبر 1909 في واشنطن العاصمة في الولايات المتحدة، وتوفي بنفس المكان في 13 فبراير 1980.

## وصلات خارجية
- نورمان جاكسون على موقعبيزبول رفرنس.كوم (الدوري الرئيسي) (الإنجليزية)
- نورمان جاكسون على موقعبيزبول رفرنس.كوم (الدوري الثانوي) (الإنجليزية)